# هيو كارلتون
هيو كارلتون (بالإنجليزية: Hugh Carleton)‏ هو صحفي وسياسي نيوزلندي، ولد في 3 يوليو 1810 في جمهورية أيرلندا، وتوفي في 14 يوليو 1890 بلندن في الإمبراطورية الرومانية. انتخب عضو مجلس النواب نيوزيلندا.